# Langelinie

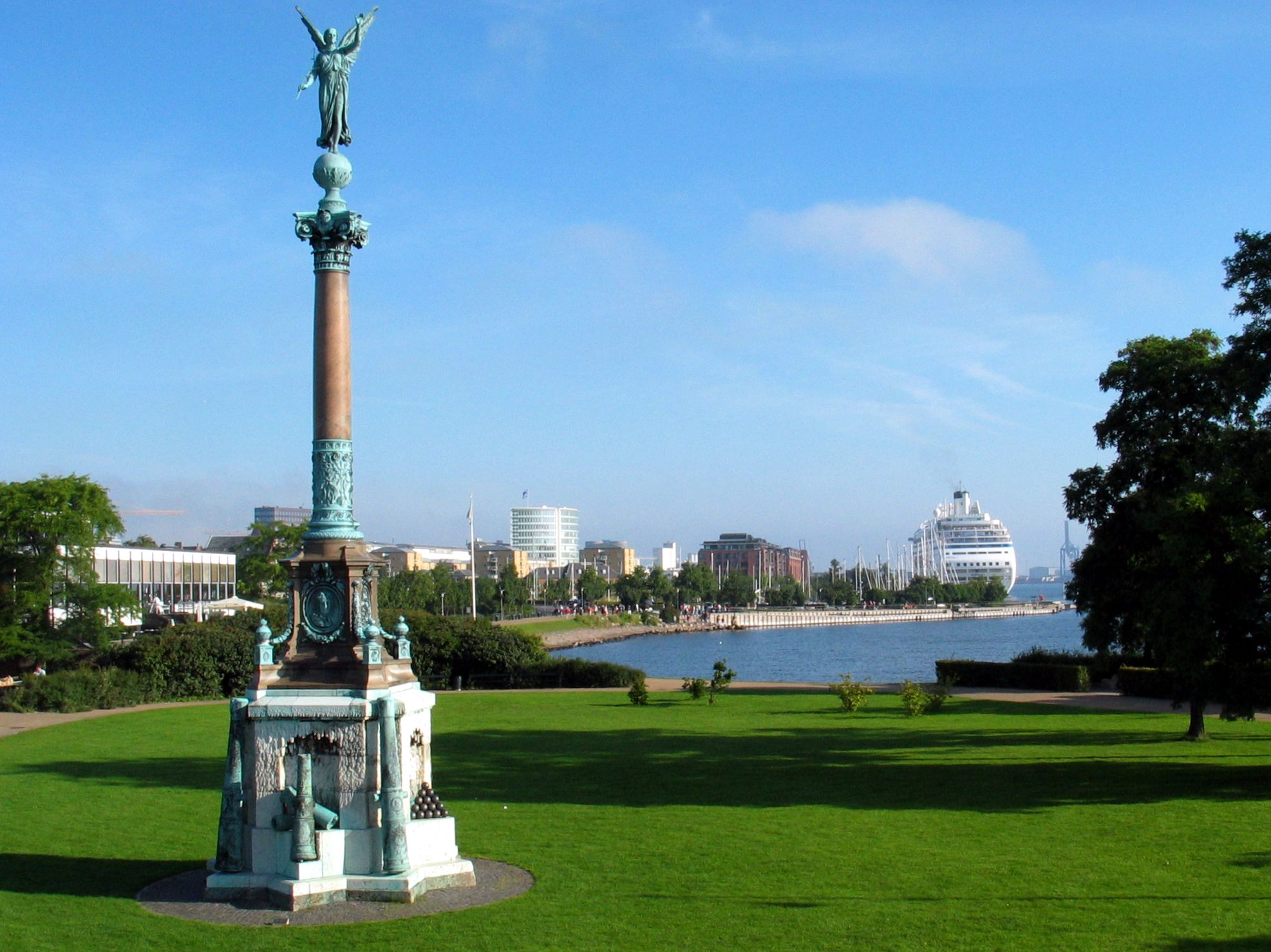
El paseo Langelinie

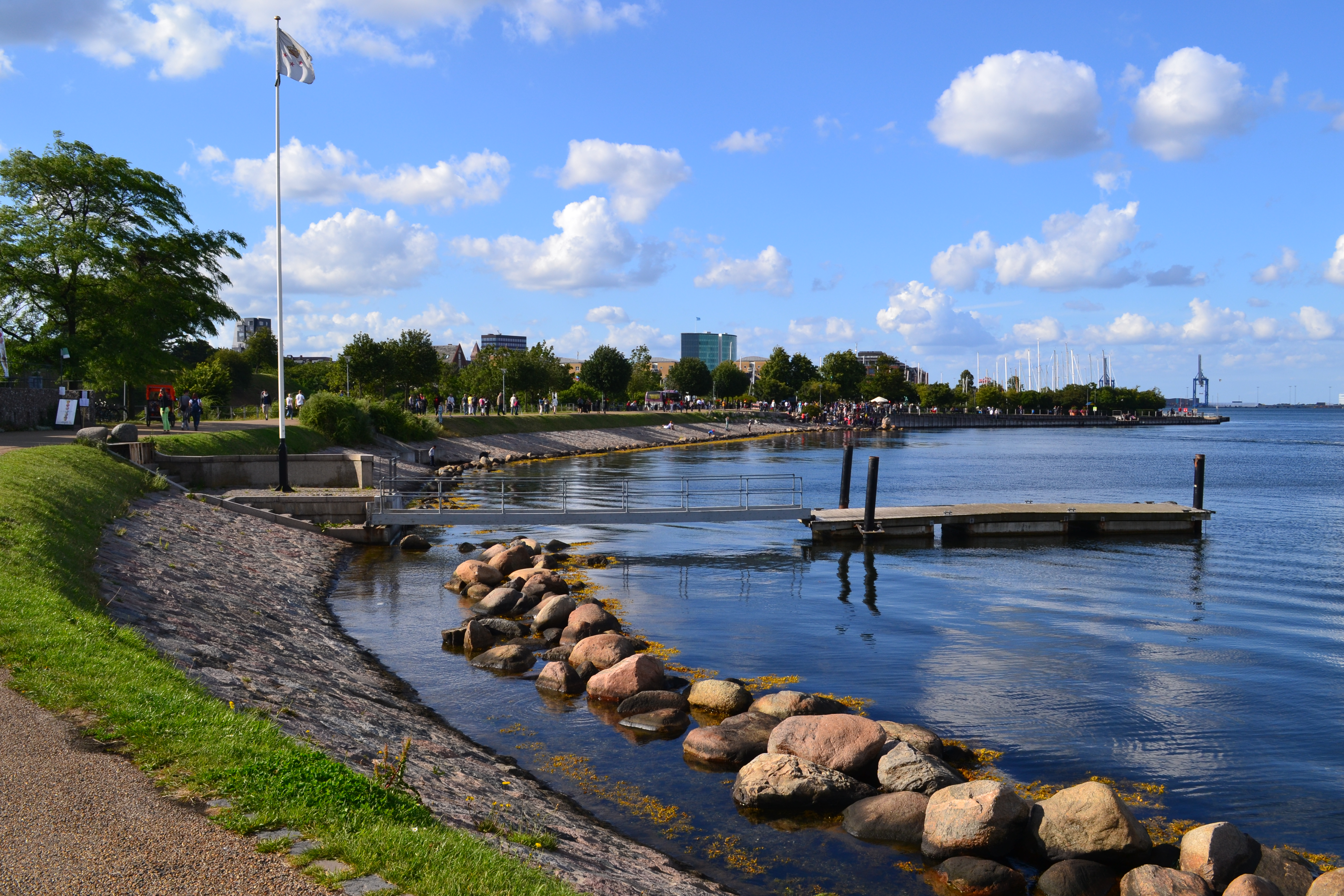
Vista sobre el Paseo Langelinie

Langelinie es un muelle, un paseo marítimo y un parque en el centro de Copenhague, Dinamarca, y el hogar de la estatua de La Sirenita. La zona ha sido durante siglos un destino popular para excursiones y paseos en Copenhague. La mayoría de los cruceros que llegan a Copenhague también atracan en el muelle de Langelinie

## Historia

### Zona militar y primer paseo

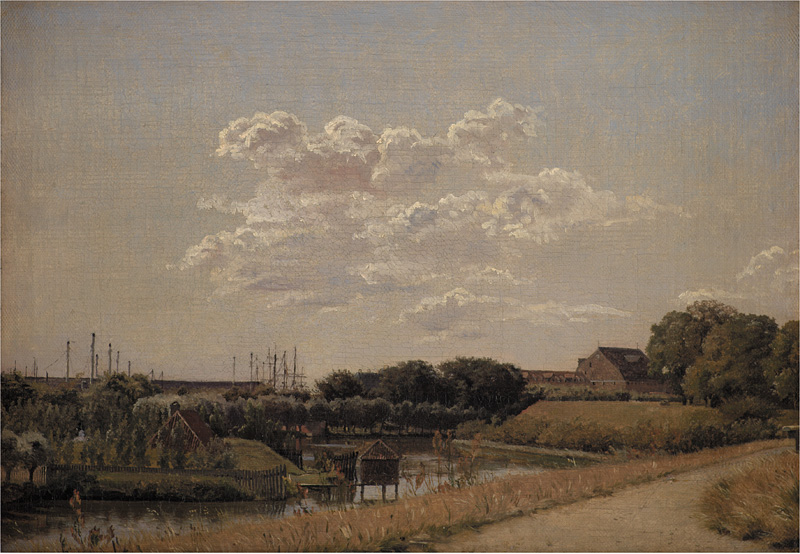
Christen Købke : Una vista desde la muralla de Kastellet hacia Langelinie y la Base Naval c. C. 1832

El nombre de Langelinie se remonta a mediados del siglo XVII y hace referencia a un camino idílico a lo largo de la costa de Øresund que rodeaba la ciudadela Kastellet y continuaba hacia un horno de cal al norte de la ciudad. Durante mucho tiempo, el tramo fue una zona militar a la que no se permitía el acceso sin restricciones a los civiles. Según una orden general de 1819, los soldados debían "echarse agua en la cabeza y en el pecho y refrescarse los pies en el agua".
Con el tiempo se hizo un paseo marítimo y un parque para la burguesía, pero con acceso sólo mediante el pago de un peaje para mantener a la gente más común fuera. No fue hasta una revuelta pública en 1848 que la zona se abrió a todo el mundo.

### Zona portuaria y segundo paseo
La expansión de la ciudad y la creciente industrialización pronto dejaron claro que el puerto de la ciudad se quedaba pequeño y, al mismo tiempo, se reactivaron los viejos planes de crear un puerto franco. En un plan de 1862 se decidió excavar la zona para permitir el acceso de los mayores buques oceánicos y utilizar los materiales extraídos para rellenar la costa. Se suprimió la sugerencia de convertir toda Amager en una zona franca y en su lugar se decidió crear un puerto franco en la zona norte de Kastellet, en el lugar del paseo de Langelinie. El inicio de las obras se debió a la construcción del Canal de Kiel por parte de Alemania, que se inició en 1887 y amenazaba la posición de Copenhague. En 1894 las obras estaban terminadas y Copenhague tenía un frente portuario completamente nuevo. El antiguo paseo marítimo con mansiones burguesas se había convertido en la muy transitada calle Strandboullevarden, situada varios cientos de metros tierra adentro, y la playa donde los soldados debían refrescarse los pies se había convertido en dársenas portuarias. Langelinie se convirtió entonces en un muelle al otro lado de esa cuenca portuaria.

## Parque Langelinie
El parque Langelinie (en danés: Langelinieparken) se extiende desde Esplanaden en el sur hasta Langelinie Marina y la base del muelle Langelinie en el norte. Formalmente, incluye al Kastellet, aunque generalmente se hace referencia a este sitio con su propio nombre. El parque contiene numerosos monumentos, edificios, un puerto deportivo, estatuas y un parque infantil. Entre estos se encuentran la Fuente Gefion, la Columna Ivar Huitfeldt y La Sirenita .

## Puerto deportivo Langelinie

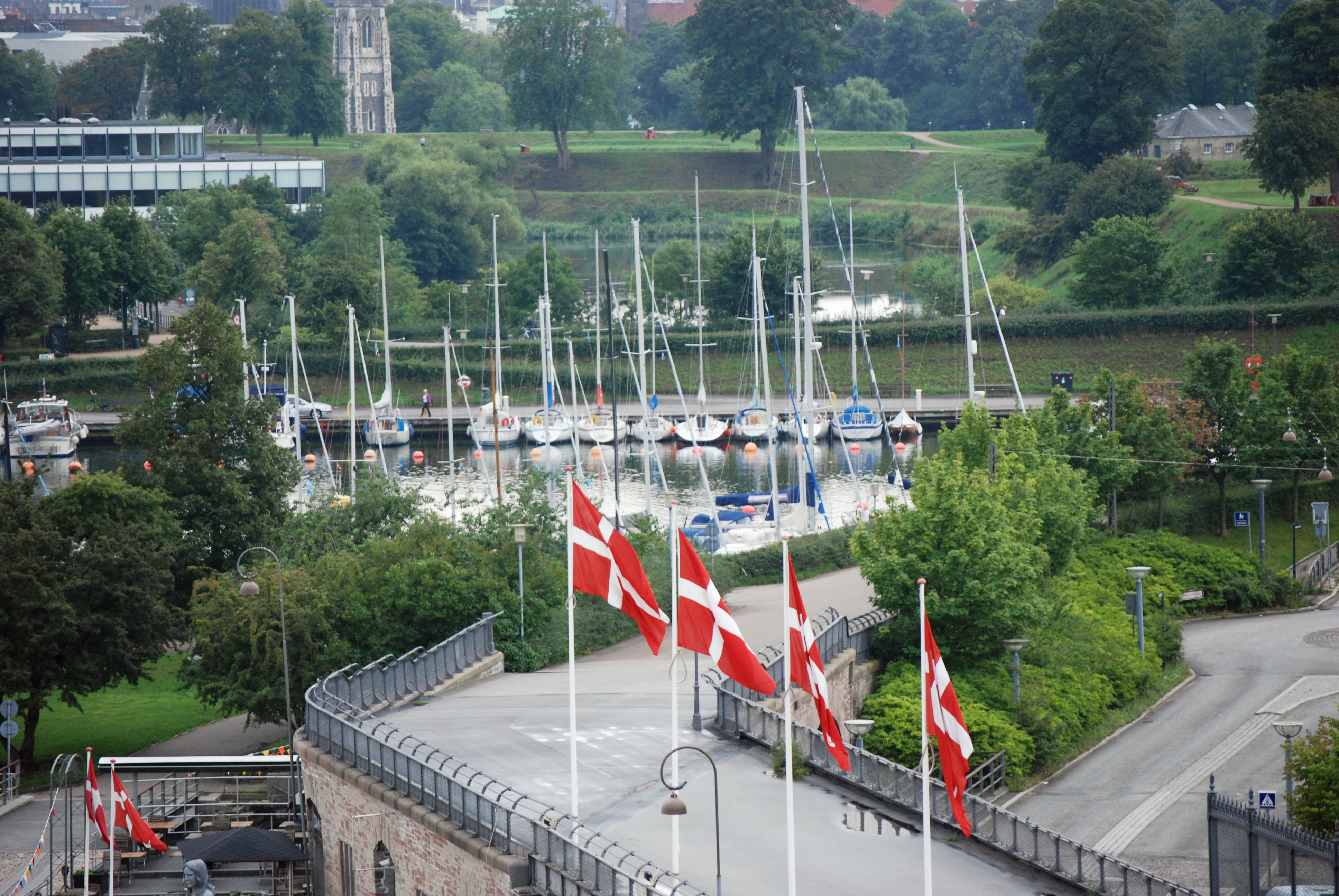
Puerto deportivo Langelinie

El puerto deportivo de Langelinie se creó en la década de 1890 en relación con la fundación del Puerto Libre y el Quat de Langelinie. Su objetivo era ofrecer a los trabajadores de las obras y a los de los astilleros Burmeister & Wain, situados al otro lado del puerto, la posibilidad de tener un pequeño barco que les permitiera complementar sus ingresos con la pesca.
Los clubes de remo de Copenhague han tenido durante muchos años su base en el puerto deportivo. En la actualidad, sólo quedan los B&W y los DFDS, después de que los ØK pasaran sus instalaciones al Boat Huild del puerto deportivo de Langelinie.

## Muelle Langelinie

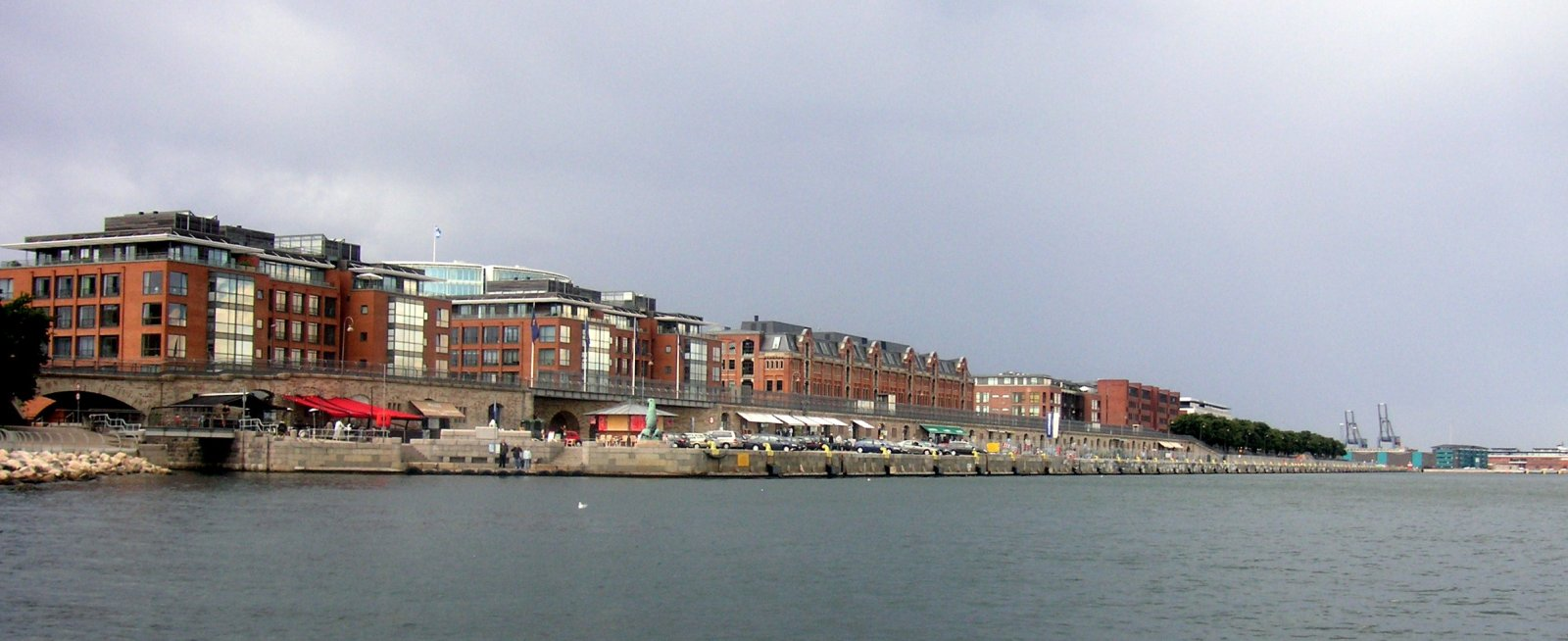
Langelinie visto desde el agua

El muelle de Langelinie (en danés: Langeliniekajen) tiene una profundidad de agua que permite el amarre de grandes buques oceánicos. La zona cuenta con varias estatuas y monumentos conmemorativos. Entre ellas, una escultura de bronce fundido de un oso polar con cachorros y monumentos conmemorativos del MS Jutlandia y Ludvig Mylius-Erichsen. El oso polar tiene algunos agujeros de bala en la cabeza, que fueron hechos por un soldado alemán durante la ocupación de Dinamarca.

## Pabellón Langelinie
El Pabellón Langelinie fue diseñado por Nils y Rva Koppel. Es el tercer edificio del mismo nombre en el lugar.